# Люлеелвен
Люлеелвен или Лулеелвен (на шведски: Luleälven) е река в Северна Швеция (провинция Норботен), вливаща се в Ботническия залив на Балтийско море. Дължина 450 km, площ на водосборния басейн 25 240 km².

## Географска характеристика
Река Люлеелвен изтича под името Стура Люлеелвен от северната част на езерото Вириярви, разположено на 580 m н.в. в Скандинавските планини, на територията на националния парк Паделанта. С изключение на най-горното си течение, където има североизточна посока тече в югоизточно направление. В горното и средно течение тече в предимно тясна и дълбока долина с множество бързеи, прагове и водопади (Лила Шьофалет, Стура Шьофалет, Яурекаска, Харспронгет, Порсифорсен, Едефорсен и др.) и преминава през няколко проточни езера (Вастеняуре, Кутъяуре, Акаяуре, Суорваяуре, Лангас, Лулеватен и много други). След устието на големия си десен приток Лила Люлеелвен при град Вуолерим долината ѝ се разширява и тече през хълмиста равнина. Влива се в северозападната част на Ботническия залив на Балтийско море при град Люлео.
Водосборният басейн на река Люлеелвен обхваща площ от 25 240 km², от които 24 545 km² са на шведска и 695 km² – на норвежка територия. Речната ѝ мрежа е двустранно развита, с по-малко, но по-дълги десни притоци и повече, но по-къси леви. На североизток и югозапад водосборният басейн на Люлеелвен граничи с водосборните басейни на реките Каликселвен, Рьонеелвен, Питеелвен и други по-малки, вливащи се в Ботническия залив на Балтийско море, а на северозапад – с водосборните басейни на малки и къси реки, вливащи се в Норвежко море).
Основни притоци:
- леви – Вароа, Виетасетно, Шауняетно, Лакатрескон, Юсон;
- десни – Лила Люлеелвен (238 km, 9800 km²), Йоръвон, Будтрескон.[1]

Люлеелвен има предимно снежно подхранване с ясно изразено пролетно-лятно пълноводие, предизвиквано от снеготопенето, характерни епизодични есенни прииждания в резултат от поройни дъждове във водосборния ѝ басейн и зимно маловодие. Среден годишен отток в долното течение 510 m³/s. Замръзва в края на октомври, а се размразява през май.

## Стопанско значение, селища
По течението на реката е изградена каскада от няколко мощни ВЕЦ (Виетас, Порюс, Харспронгет, Лига, Месауре, Летси, Порси и др. с обща мощност 1,7 Гвт. Най-големите селища по течението ѝ са градовете Буден и Люлео.